# カレーパイ
カレーパイ（英語: Curry pie）は、インド風または中国風カレーを包み込んだパイ。イギリスのパブでよく提供される料理である。スーパーで冷凍カレーパイが販売されているほか、テイクアウト飲食店でも提供される。フライドポテト（イギリス式に言えばチップス）と一緒に食されることもある。